# Liste der Biografien/Mz
Liste der Biografien |
Portal Biografien |
Personensuche
# |
A |
B |
C |
D |
E |
F |
G |
H |
I |
J |
K |
L |
M |
N |
O |
P |
Q |
R |
S |
T |
U |
V |
W |
X |
Y |
Z |
?
 
Ma |
Mb |
Mc |
Md |
Me |
Mf |
Mg |
Mh |
Mi |
Mj |
Mk |
Ml |
Mm |
Mn |
Mo |
Mp |
Mq |
Mr |
Ms |
Mt |
Mu |
Mv |
Mw |
Mx |
My |
Mz
Die Liste der Biografien führt alle Personen auf, die in der deutschsprachigen Wikipedia einen Artikel haben. Dieses ist eine Teilliste mit 6 Einträgen von Personen, deren Namen mit den Buchstaben „Mz“ beginnt.

## Mz

### Mza
- Mzali, Mohamed (1925–2010), tunesischer Politiker und Sportfunktionär

### Mzi
- Mžik, Hans von (1876–1961), österreichischer Orientalist und Geograph
- Mzilikazi († 1868), König im südlichen Afrika (Königreich der Matabele)

### Mzo
- Mzoudi, Abdelghani (* 1972), marokkanischer Angeklagter, der in einem Strafprozess um die Anschläge vom 11. September 2001 freigesprochen wurde

### Mzy
- Mzyk, Richarde (1910–1945), deutsche Steyler Missionsschwester und Märtyrin
- Mzyk, Wolfgang (1923–2015), deutscher Zahnarzt und Senator (Bayern)